# Citheronia guyanensis
Citheronia guyanensis är en fjärilsart som beskrevs av Eugène Louis Bouvier 1927. Citheronia guyanensis ingår i släktet Citheronia och familjen påfågelsspinnare. Inga underarter finns listade i Catalogue of Life.